# Deylam-e Jadīd
Deylam-e Jadīd (persiska: دیلم جدید) är en ort i Iran.   Den ligger i provinsen Khuzestan, i den centrala delen av landet, 500 km sydväst om huvudstaden Teheran. Deylam-e Jadīd ligger 29 meter över havet och antalet invånare är 578.
Terrängen runt Deylam-e Jadīd är mycket platt. Runt Deylam-e Jadīd är det ganska tätbefolkat, med 129 invånare per kvadratkilometer. Närmaste större samhälle är Zovīyeh-ye Do, 7,5 km sydväst om Deylam-e Jadīd. Omgivningarna runt Deylam-e Jadīd är i huvudsak ett öppet busklandskap.